# Lijst van veldslagen
Dit is een overzicht van de lijsten van veldslagen geordend naar chronologie, op naam, naar plaats of naar aantal gesneuvelden:
- Lijst van veldslagen (chronologisch)
- Lijst van veldslagen (alfabetisch)
- Lijst van veldslagen (geografisch)
- Lijst van veldslagen met het hoogst aantal gesneuvelden